# Cavell Corona
La Cavell Corona è una struttura geologica della superficie di Venere.